# セントラル石油瓦斯
セントラル石油瓦斯株式会社（セントラルせきゆガス）は東京都中央区日本橋2丁目に本社を置く、日本の準大手のプロパンガスを主力とするエネルギー商社である。
岩谷産業の関連会社である。
シンボルマークは緑地の家の中央にハートマークがあり、右手に「暮らしの真ん中にいつも。セントラルガス」となっている。

## 沿革
- 1959年 - 岩谷徹郎（岩谷産業創業者岩谷直治の長男）によりセントラル石油瓦斯設立。
- 2002年 - ISO 14001を取得。
- 2020年 - 子会社である中央セントラルガス株式会社と合併。燃料事業本部を「総合エネルギー本部」、環境事業本部を「環境エンジニアリング本部」に変更。

## 特色
- かつては貨物列車によるプロパンガスの出荷、受け入れを行っており専用の貨車も保有していた。そのため、栃木県小山市の栃木支店、神奈川県平塚市の神奈川支店、横須賀市の横須賀支店、福島県矢吹町の福島支店はかつて貨物専用の引込線を有し、その名残で鉄道に面した土地に所在している。現在は鉄道による受入、出荷ともに行われていない。
- 岩谷産業が100%出資する子会社ではあるが、社外的には制服などで昭和シェル石油のシェルガスブランドを多く取り入れている。ちなみに昭和シェル石油から過去出資が行われていた。
- グループのプロパンガスの消費先には検針時に「ぽれぽれくらぶ」というコミュニティー紙が配布される。
- 物販に力を入れており「まほろばの壷印のまるしげげんきっす」（黒酢）、「ぽれぽれ伊賀のかまどさん」（炊飯用土鍋）など自社ブランドの製品も多い。
- 最近は太陽光発電などプロパンガスや灯油以外のエネルギーにも力を入れている。
- グループのイメージキャラクターとして「ポレッタ君」がいる。

## 関連会社
- 岩谷産業株式会社
- イワタニセントラル北海道株式会社
- イワタニセントラル東北株式会社
- イワタニセントラル福島株式会社
- イワタニセントラル北陸株式会社
- 長島セントラルガス株式会社
- 株式会社セントラルガスセンター